# Сидорович Савина Осипівна

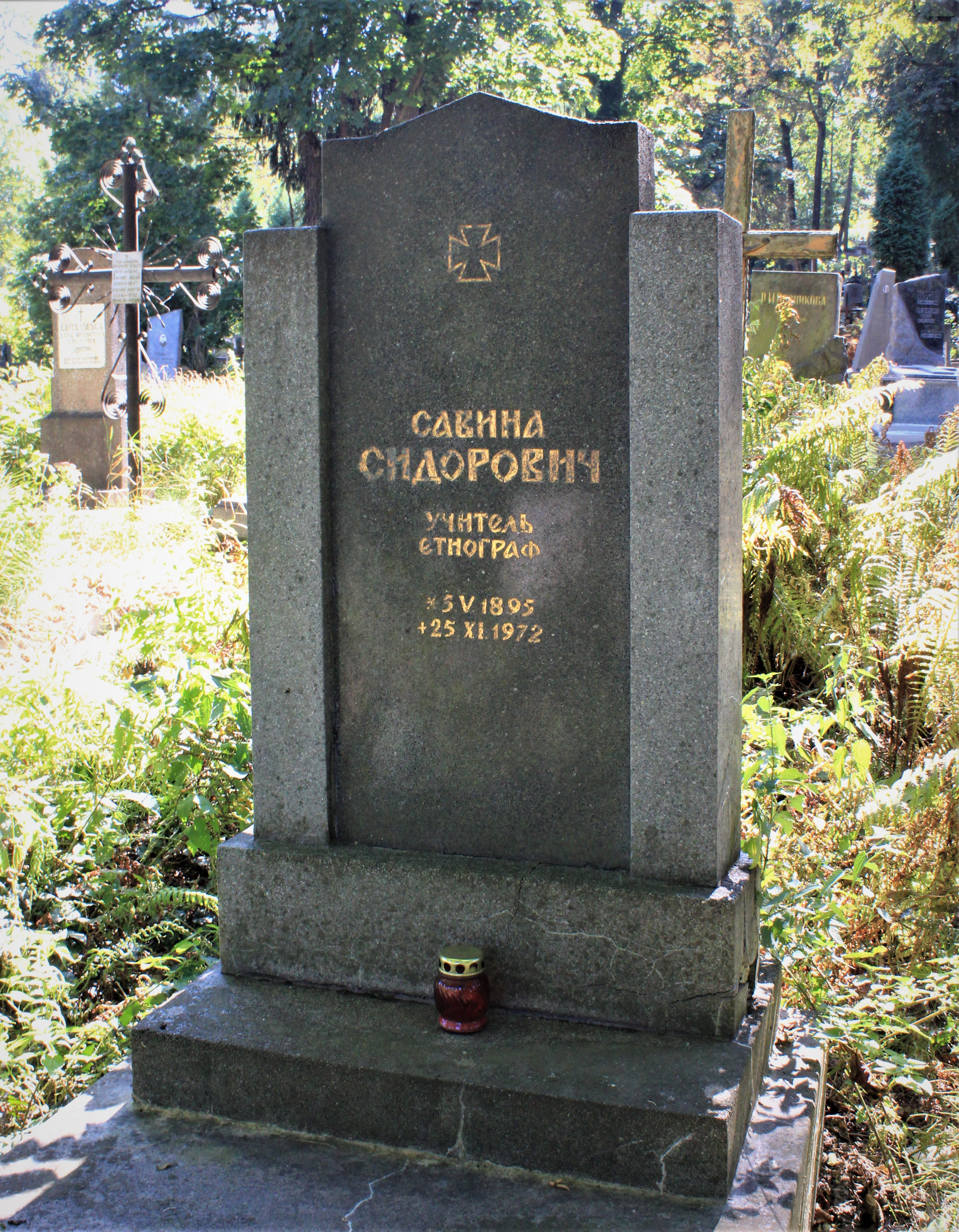
Надгробок на могилі вчительки Савини Сидорович

Сави́на (Єлизавета) Осипівна Сидоро́вич (5 травня 1895, Монастириська — 25 листопада 1972, Львів) — українська етнографиня та педагогиня, дослідниця декоративно-ужиткового мистецтва України, громадська діячка. 

## Життєпис
Народилася 5 травня 1895 року в родині художника-іконописця Осипа Сидоровича та Ганни з Лазаркевичів у селі Монастириська, Бучацького повіту, Австро-Угорщина (нині — Чортківського району Тернопільської області, Україна).
Спочатку навчалася у народній (початковій) школі в рідних Монастириськах, закінчивши яку у 1905 році, вступила в четвертий клас «школи вправ» при державній учительській жіночій семінарії у Львові, де вже навчалася її старша сестра Марія. Упродовж 1906—1910 років навчалася в гімназії сестер Василіянок у Львові. Товаришувала з дочкою етнографа Володимира Гнатюка Іриною, теж ученицею цієї гімназії.
З 1910 року Савина Сидорович навчалася в учительській семінарії Українського педагогічного товариства. Іспит зрілості склала напередодні війни, у 1914 році. Була членом молодіжної спортивно-патріотичної організації «Сокіл», брала активну участь у роботі «Пласту». За рекомендацією Володимира Гнатюка Савина Сидорович, у 1915—1916 роках працювала в бібліотеці Наукового товариства імені Шевченка, де впорядковувала архів товариства, пошкоджений під час окупації Львова.
У 1916–1918 роках у складі заснованого у Львові «Бюро культурної помочі для окупованих земель» Савина Сидорович разом з іншими учителями з Галичини брала участь в організації українських шкіл на Волині. Зокрема, вчителювала у Володимирі, була директором школи. У відомому альбомі «Українські Січові Стрільці, 1914—1920» (Львів, 1939 р.) вміщена світлина з підписом: «Учителька Савина Сидорович у волинській школі навчає на вільному воздусі». У Володимирі Савина Йосипівна працювала до жовтня 1918 року. Тоді школу вже перевели у нове, двоповерхове приміщення у центрі міста. З того періоду життя вчительки збереглася пам'ятка — золотий наручний годинник з дарчим написом: «Савині Сидорович від Січових стрільців у Володимирі».
У 1918—1920 роках Савина Сидорович працювала в українських освітніх закладах Коломиї (нині Івано-Франківська область), згодом викладала на Українських семінарських коедукаційних курсах та у II Державній учительській семінарії у Львові. Прагнення здобути ґрунтовніші знання привело молоду дівчину у Державний інститут ужиткового мистецтва у Варшаві. Після закінчення студій у 1929 році, Савина Осипівна вчителювала у навчальних закладах Львова, зокрема, у 1940—1944 роках — ремісничій школі.
У 1944 році Савина Йосипівна обрала близький їй фах етнографа. З українською етнографією була пов'язана її діяльність аж до виходу на пенсію у 1964 році. Від 1944 року — наукова співробітниця Державного музею етнографії та художнього промислу АН УРСР у Львові, у збірці якого «Матеріали з етнографії та мистецтвознавства» (випуски III—VIII; 1957—1963) з'явилися її розвідки про розвиток ткацтва в Україні, зокрема, на західних її землях.
Авторка довідника «Вказівки для ведення ручної праці на першому році навчання» (1924), співавтор видання альбомів «Українські вибійки» (1950), «Тканини і вишивки» (1960), монографії «Художня тканина західних областей УРСР» (посмертне видання завдяки ініціативі директора музею етнографії та художнього промислу АН УРСР Гошка Ю. Г.; 1979) та інших.
Померла 25 листопада 1972 року у Львові. Похована на Личаківському цвинтарі (поле № 62).

## Родина
Батьки — Осип Сидорович та Ганна Лазаркевичі. Теодор (дід) та Осип (батько) були художниками-іконописцями. Старша сестра Марія була дружиною відомого українського історика Івана Крип'якевича. 